# Bernard Perret (ski alpin)
Pour les articles homonymes, voir Bernard Perret (homonymie).
 Bernard Perret, né le 5 juin 1933 à Chamonix, est un skieur alpin français.

## Biographie
Il est le fils de Georges Perret (1903-1966) et de Jeanne Petetin (1904-1999).
En 1954, il est sacré Champion de France de slalom à Barèges. Cette même année il participe à ses premiers championnats du monde, où il prend la 8e place du slalom à Åre . En mars il se clase 3e du slalom de Garmisch.
En janvier 1955, il prend la 2e place du slalom de Wengen.
En 1956 il dispute les Jeux olympiques de Cortina d'Ampezzo  et termine à la 8e place du slalom.
En 1958 il participe à ses seconds championnats du monde où il se classe 7e dans le slalom à Bad Gastein.

## Palmarès

### Jeux olympiques d'hiver
| Épreuve / Édition         | Slalom |
| JO 1956 Cortina d'Ampezzo | 8e     |

### Championnats du monde
| Épreuve / Édition         | Slalom |
| Mondiaux 1954 Åre         | 8e     |
| Mondiaux 1958 Bad Gastein | 7e     |

### Grandes classiques internationales (avant la création de la coupe du monde)
Les tops-10 qui suivent sont une vue partielle de l'ensemble de ses performances.
- 1953 :
  - 13 février : 6e de la descente de Saint-Moritz
  - 22 février : 10e du slalom de Chamonix
  - 22 février : 10e du combiné de Chamonix

- 1954 :
  - 14 mars: 3e du slalom de Garmisch
  - 19 mars: 9e de la descente de Zermatt
  - 20 mars: 5e du slalom de Zermatt
  - 20 mars: 9e du combiné de Zermatt

- 1955 :
  - 9 janvier : 2e du slalom de Wengen
  - 9 janvier : 9e du combiné de Wengen
  - 16 janvier : 4e du slalom de Kitzbühel
  - 16 janvier : 9e du combiné de Kitzbühel
  - 20 janvier: 8e du slalom de Megève
  - 22 janvier: 8e du combiné de Megève
  - 23 janvier : 9e du slalom géant de Megève
  - 23 janvier : 6e du combiné de Megève

- 1956 :
  - 12 janvier : 8e du slalom de Chamonix

- 1957 :
  - 9 janvier : 7e du slalom de Bad Wiessee
  - 10 mars : 4e du slalom de Chamonix
  - 10 mars : 8e du combiné de Chamonix
  - 22 mars : 4e du slalom de Zakopane

- 1958 :
  - 12 janvier : 7e du slalom de Wengen

- 1959 :
  - 7 février : 8e du slalom de Garmisch
  - 21 février : 9e du slalom de Chamonix

### Championnats de France Elite
| Édition / Epreuve         | Descente | Slalom géant | Slalom | Combiné |
| ------------------------- | -------- | ------------ | ------ | ------- |
| Championnats 1954 Barèges |          |              | Or     |         |
| Championnats 1957 Morzine |          |              | 4e     | -       |

## Articles annexes
- Meilleures performances françaises en ski alpin aux Jeux olympiques
- Meilleures performances françaises aux Championnats du monde de ski alpin